# Sopron (comitaat)
Het comitaat Sopron was een historisch comitaat. Dit comitaat bestond vanaf de 11e eeuw tot 1950. Doordat het westelijke en noordwestelijke deel, vanaf 1921 bij Oostenrijk hoort, en nu onderdeel is van de deelstaat Burgenland. Een kleindeel kwam bij het Hongaarse comitaat Vas (Eisenburg)

## Ligging
Het comitaat grensde, aan de westkant aan de Oostenrijkse deelstaat Neder-Oostenrijk, aan de noordkant aan het Hongaarse comitaat Moson (Wieselburg) en in het zuiden aan het Hongaarse comitaat Vas. Aan de oostkant aan het comitaat Győr /Raab. In het comitaat lag een deel van het Neusiedlermeer, Dit meer grensde met zijn zuidoever en westoever aan het comitaat. Het Rosaliengebergte en het Ödenburgergebergte maakte deel uit van het comitaat, net als een deel van de Kleine Hongaarse Laagvlakte.

## Deelgebieden
| Deelgebied    | Hoofdstad                               |
| ------------- | --------------------------------------- |
| Csepreg       | Csepreg                                 |
| Csorna        | Csorna                                  |
| Felsöpulya    | Felsöpulya, tegenwoordig Oberpullendorf |
| Kapuvár       | Kapuvár                                 |
| Kismarton     | Kismarton, tegenwoordig Eisenstadt      |
| Nagymarton    | Nagymarton, tegenwoordig Mattersburg    |
| Sopron        | Sopron / Ödenburg                       |
| Vrije stad    |                                         |
| Sopron        | Sopron / Ödenburg                       |
| Stadsdistrict |                                         |
| Kismarton     | Kismarton, tegenwoordig Eisenstadt      |
| Ruszt         | Ruszt, tegenwoordig Rust                |

De deelgebieden Oberpullendorf,Mattersburg en Eisenstadt liggen tegenwoordig in Oostenrijk, de overige deelgebieden liggen in Hongarije.
De twee stadsdistricten (Eisenstadt en Rust) bevinden zich tegenwoordig in Oostenrijk. De vrije stad Sopron ligt nog steeds in Hongarije.
In het district Oberwart is nog een aanzienlijke Hongaarse minderheid te vinden.